# Mikalay Signevich
Bản mẫu:Eastern Slavic name
Mikalay Yawhenavich Signevich (tiếng Belarus: Мікалай Яўгенавіч Сігневіч; tiếng Belarus: Николай Евгеньевич Сигневич; sinh 20 tháng 2 năm 1992) là một tiền đạo bóng đá Belarus, thi đấu cho BATE Borisov.

## Sự nghiệp quốc tế
Signevich ra mắt cho Đội tuyển bóng đá quốc gia Belarus ngày 15 tháng 11 năm 2014, trong chuyến làm khách trước Tây Ban Nha tại vòng loại UEFA Euro 2016, khi thay người vào sân trong hiệp hai cho Sergei Kornilenko.

## Danh hiệu
BATE Borisov
- Vô địch Giải bóng đá ngoại hạng Belarus: 2014, 2015, 2016, 2017
- Vô địch Cúp bóng đá Belarus: 2014–15
- Vô địch Siêu cúp bóng đá Belarus: 2014

## Bàn thắng quốc tế
Tỉ số và kết quả liệt kê bàn thắng của Belarus trước.
| # | Ngày                 | Địa điểm                        | Đối thủ | Tỉ số | Kết quả | Giải đấu |
| - | -------------------- | ------------------------------- | ------- | ----- | ------- | -------- |
| 1 | 18 tháng 11 năm 2014 | Borisov Arena, Barysaw, Belarus | México  | 2–2   | 3–2     | Giao hữu |